# Streblus indicus
Streblus indicus là một loài thực vật có hoa trong họ Moraceae. Loài này được (Bureau) Corner miêu tả khoa học đầu tiên năm 1962.